# Municipio de Brown (Míchigan)
El municipio de Brown (en inglés: Brown Township) es un municipio ubicado en el condado de Manistee en el estado estadounidense de Míchigan. En el año 2010 tenía una población de 747 habitantes y una densidad poblacional de 7,98 personas por km².

## Geografía
El municipio de Brown se encuentra ubicado en las coordenadas 44°18′26″N 86°6′51″O / 44.30722, -86.11417. Según la Oficina del Censo de los Estados Unidos, el municipio tiene una superficie total de 93.62 km², de la cual 92,32 km² corresponden a tierra firme y (1,39 %) 1,3 km² es agua.

## Demografía
Según el censo de 2010, había 747 personas residiendo en el municipio de Brown. La densidad de población era de 7,98 hab./km². De los 747 habitantes, el municipio de Brown estaba compuesto por el 97,59 % blancos, el 0,13 % eran afroamericanos, el 0,94 % eran amerindios, el 0,27 % eran asiáticos, el 0,13 % eran de otras razas y el 0,94 % eran de una mezcla de razas. Del total de la población el 1,34 % eran hispanos o latinos de cualquier raza.